# جیم کریستر
جیم کریستر (به انگلیسی: Jim Cristy) (زادهٔ ۲۲ ژانویهٔ ۱۹۱۳) شناگر اهل ایالات متحده آمریکا است.